# جامعة مين
جامعة مين (بالإنجليزية: University of Maine)‏ هي جامعة أبحاث عامة مقرها في أورونو، مين، الولايات المتحدة. تأسست الجامعة في عام 1865م باعتبارها كلية منح الأراضي وهي الجامعة الرائدة في نظام جامعة مين.   جامعة مين هي واحدة من عدد قليل من مؤسسات منح الأراضي والبحر والفضاء في البلاد.
مع تسجيل ما يقرب من 11000 طالب، أصبحت جامعة مين المؤسسة الوحيدة في ولاية ماين المصنفة كجامعة بحثية (RU/H) من قبل تصنيف كارنيجي لمؤسسات التعليم العالي.  الفريق الرياضي لجامعة مين - الملقب بـبلاك بيرس - حقق المركز الأول في ألعاب القوى في مين. فاز فريق هوكي الجليد للرجال في مين ببطولتين وطنيتين.

## أكاديميون
تقدم جامعة مين أكثر من 90 برنامجًا رئيسيًا للطلاب الجامعيين وهي موجودة في خمس كليات: كلية التربية والتنمية البشرية؛ كلية الهندسة كلية الشرف كلية الفنون والعلوم الليبرالية؛ وكلية العلوم الطبيعية والغابات والزراعة؛ جامعة مين هي أيضًا موطن أحد أقدم برامج الشرف في البلاد، والتي تسمى الآن كلية اونورز.  تقدم كلية اونورز للطلاب المؤهلين أكاديمياً فرصة للدراسة المكثفة متعددة التخصصات. الطلاب مدعوون للانضمام إلى كلية أونورز خلال عملية مراجعة القبول. تقدم جامعة مين أيضًا مجموعة واسعة من برامج الدراسات العليا، بما في ذلك أكثر من سبعين برنامجًا لدرجة الماجستير و30 برنامجًا للدكتوراه.  

### القبول
بيانات القبول في خريف 2018 هي كما يلي: 
| تصنيف الطلاب             | تطبيقات | القبول | تسجيل |
| ------------------------ | ------- | ------ | ----- |
| طلاب السنة الأولى الجدد  | 12457   | 11503  | 2248  |
| طلاب جدد منتقلون للجامعة | 1027    | 863    | 409   |
| الطلاب المتخرجون         | 1423    | 845    | 499   |

### توزيع التسجيل
إجمالي الملتحقين بالجامعة في العام الدراسي 2018-2019 على النحو التالي: 
- 8,463 طالب جامعي جامعي
- 154 طلاب غير طلاب المرحلة الجامعية
- 1,016 طلاب يبحثون عن شهادات عليا
- 116 طلاب الدراسات العليا غير درجة
- 9,162 طلاب بدوام كامل
- 2,242 طالب بدوام جزئي